# Az élet keletkezése
Az élet keletkezése a földi élet kialakulásáról szól. Kérdése napjainkban is bizonytalan. A legtöbb kutató elismeri, hogy nem tudják biztonsággal kijelenteni, hogyan alakult ki az élet a Földön. Sokféle nézet és elképzelés is ismert, amelyek alapjában véve két fő kategória egyikébe sorolhatók:
- a természet működései következtében spontán keletkezés elméletei,
- a vallások és különböző kultúrák teremtéstörténetei.

A spontán keletkezés történetei az anyag önmozgásából és fejlődéséből kiinduló magyarázatok. Főleg a materialista, ateista világnézetű emberek elképzeléseit tükrözi. Ezeknek az elgondolásoknak is kétféle változatuk létezik:
- az ősnemződés tana és
- az önmagát szervező anyag tana.

A legtöbb vallás rendelkezik valamilyen teremtéstörténettel, amely egyben értelmezi is valami módon az élet létrejöttét is: a valamiféle ősi állapotból feltételezett alkotó (teremtő) (Isten vagy intelligens tervező) hatására keletkeztek a világ dolgai, közöttük az élők is. Ez a teremtés az ember kreatív alkotó munkájának kivetítése egy vagy több természetfölöttinek (és többnyire szelleminek) gondolt erőre.
A teremtéstörténet a természetfölötti létét tételezi fel a teremtésben, úgy véli, hogy a természetet egy aktív értelem töltötte meg információval. Elfogadja a diszkontinuitás elméletét, miszerint a teremtés a folyamatosság megszakadásával jár. Ezeknek az elgondolásoknak is kétféle változatuk létezik:
- egyedi teremtés a kozmoszon belüli teremtő által
- egyedi teremtés a kozmoszon kívüli Teremtő által.

## Teremtő által
Az istenhívők többek közt a következő filozófiai okokkal magyarázzák, miért kell egy teremtőnek lennie :
- Azt tapasztaljuk, hogy semmi sincs magától, semmi sincs ok nélkül, minden mögött áll valami. Következésképpen maga az univerzum és a Föld se lehet magától, kell lenni egy teremtőnek, akit a keresztények Istennek neveznek. Túl egyszerű a Föld és a világegyetem létrejöttét megmagyarázni azzal, hogy az nem több, mint egy kozmikus baleset következménye.
- Mindent mozgat valami, semmi se mozog mozgató nélkül, mely mozgatót megint valaminek mozgásba kell hozni, és így az utolsó mozgatót csak a teremtő hozhatja mozgásba.
- Az univerzumban rend uralkodik; szabályosan, összefüggően működik.[3] Márpedig rend magától nem lesz, azt valaminek el kell rendelni.
- A földi élet bonyolult formái nem jöhettek létre véletlenül. A logika azt mondatja, hogy minél bonyolultabb valami, annál kevésbé jöhetett létre véletlenszerűen.

## Egyedi teremtés a kozmoszon belüli teremtő által
Fred Hoyle és Wickramasinghe  újszerű érvrendszert dolgoztak ki, miszerint túlságosan valószínűtlen, hogy az élet kémiai evolúció révén az őslevesben keletkezett. Az élő sejt információtartalma túl hatalmas ahhoz, hogy kialakulását "természetes" folyamatok alapján feltételezhetnénk. Az adekvát eredetelméletnek alkalmas információs forrást kell megneveznie a kémiai összetettség létrehozására. Hoyle és Wickramasinghe amellett érvelt, hogy a rendelkezésre álló adatok döntő mértékben bizonyítják, hogy a szükséges információt biztosítva az életet külső értelem hozta létre; a biológiai világ információtartalmának megfelelő forrás az intelligencia lehetetlen.
Hoyle és Wickramasinghe az élet eredete mellett az egész biológiai világ működését az égből hulló géneknek tulajdonítja. Az ásványi leletekből ’’hiányzó láncszem’’ valóságos: a hiányzó átmeneti formák sohasem léteztek, mivel a fajok közötti ugráshoz szükséges genetikai információ folyamatosan érkezett a Földre a kozmoszból.
Az életeredet problémájának megoldásához Hoyle és Wickramasinghe az ind bölcseletig nyúltak vissza. Hasonló véleménynek adott hangot egykor a neoplatonizmus atyja, Plotinosz is. A teremtő mindkét nézet szerint a világegyetem része, s egyben a végső realitás alárendeltje. Hoyle és Wickramasinghe azt is felteszik, hogy az értelem nem maradt egyszerűen a kozmosz külső köreiben, hanem megtestesült, mintegy "megszállva a Földet a világűrből".
Hoyle és Wickramasinghe teóriáját az égből hulló génekről kevesen találták elfogadhatónak, viszont a kémiai evolúcióval szemben támasztott kételyeik meggyőzőek voltak.

## Egyedi teremtés a kozmoszon kívüli Teremtő által
Ez az elképzelés azt feltételezi, hogy az anyag valaha egyszerű szerkezetű, semleges és élettelen volt. Egy későbbi állapotában viszont már az élet megszületéséhez és fennmaradásához megfelelő mértékű biológiai összetettség jellemezte. Úgy gondolja, hogy a forrás, amely az életet létrehozta, értelemmel bírt. Egy értelmes Teremtő ’’információval ruházta fel’’ az élettelen anyagot, úgy alakítva azt, ahogy a fazekas az agyagot formázza.
A Biblia szerint Isten az embert saját képére és hasonlatosságára teremtette, férfivá és nővé. A föld porából formálta testét, és életet (ruach) lehelt belé. Így lett az ember élő lélekké (nefes), akinek teste, lelke és szelleme van.

## Az ősnemződés tana
Az élet spontán létrejöttének még a tudományos magyarázatokat megelőző elképzelése volt az ősnemződés (generatio spontanea) tana, ami szerint bizonyos élettelen (nedves, "piszkos", bomló, korhadó) anyagokból akár ma is képződhetnek élő szervezetek. Ez a tan már nem hív segítségül természetfölötti teremtőt, hanem az anyagi változások bizonyos törvényszerűségei alapján véli lehetségesnek élőlények spontán létrejöttét. Ezek a magyarázatok még az ókorban keletkeztek és a középkoron át napjainkig is elterjedtek. Ezt a felfogást is sokszor próbálták hitelteleníteni (például W. Harvey, 1651), kísérletesen cáfolni (például Francesco Redi, 1690 körül, Lazzaro Spallanzani, 1770 táján), de mindig csak az adott élőlénycsoportra nézve ismerték el hamisnak, a többi élő szervezet létrejöttét élettelen anyagokból mégis lehetségesnek tartották. Végül csak Louis Pasteurnek sikerült (az 1860-as években) a baktériumokra is bizonyítania a lehetetlenségét, és ezzel az ősnemződés elképzelését végleg elvetni. A kísérletek és megfigyelések egyértelműen bizonyítják, hogy a mai élővilágban élő szervezet csak élő szervezettől képződhet, annak (vagy azoknak) élő szaporítósejtjei útján. A mai élővilágban tehát az élet folytonosan tartódik fenn az előd-utód leszármazási sorokon keresztül.

## Az önmagától szerveződő anyag tana

### Élet a Földön kívülről
Az élő rendszereknek nem élő anyagokból (biológiai molekulákból) kialakulására legalább kétféle típusú elgondolás ismert: az egyik szerint itt a Földön keletkezett az élet a földi anyagi folyamatok részben véletlenszerű, részben determinisztikus történései következtében, míg a másik szerint viszont másutt alakulhatott ki az élet, és ide, a Földre csak valamilyen módon "importálódott". Persze ez esetben csak eltolódik a kérdés: akkor ott, ahol létrejöttek az első élő szervezetek, ott hogyan keletkeztek a nem élő biológiai molekulákból?
Az élő szervezetek Földön kívüli létrejöttének elképzelését klasszikusan Svante Arrhenius svéd fizikokémikus 1906-ban megjelent felvetettekre vezetik vissza. A pánspermia ("a világegyetemben mindenütt csírák") e tana szerint az élet 0,1-0,3 mikrométeres csíráit az elektromos sugárzás sugárnyomása hozta volna a Földre valahonnan a kozmoszból. Az ő számításai szerint a földi légkörbe belépő részecskék 1 mikrométer fölötti méret esetén elégtek volna. A kialakuló Föld szerinte életképes primitív szervezetek záporába került, és amint a felszíne eléggé lehűlt, azok megfertőzték bolygónkat. (Elmélete arra semmint sem mond, hogy mi védte meg ezeket az organizmusokat a kozmikus sugárzástól. Ma mindenesetre úgy gondolják, hogy baktériumszerű szervezetek valóban kibírják az űrutazást a Marsról a Földre, amint erről egy 1984-ben megtalált marsi eredetű meteorit is tanúskodik.)

### Az élet szerveződése kémiai úton
Akárhol történt is a biológiai molekulák élő organizmusokká szerveződése, a megszerveződés értelmezéséhez ismerni kell a biológiai (élő) rendszer szerveződési elveit, ill. az élet kritériumait, mert csak ezek ismeretében lehet megpróbálkozni ama folyamatok feltárásával és egységes rendszerbe szervezésével, ami feltehetőleg tükrözheti az élet keletkezésének folyamatát. Ezekhez csak olyan folyamatokat szabad segítségül hívni, amelyek már tudományosan ismertek vagy tudományosan igazolt folyamatokkal összhangban vannak, de legalábbis nem mondanak azoknak ellent.
A legegyszerűbb feltételezés, hogy kezdetben az anyagcsere csakis abiotikus jellegű kémiai reakciókból állt (mint azok a reakciók, amelyeket Stanley Miller és Harold Urey tanulmányozott tudományosan az 1950-es évek elején). Az ilyen abiotikus jellegű anyagátalakulások a kísérletek szerint képesek voltak létrehozni a biológiai molekulák építőköveit (monomerjeit), amelyekből szintetizálódhattak az első polimer makromolekulák is, köztük a nukleinsavak is. Ezek már képesek voltak valami módon másolatokat is előállítani saját magukról, vagyis replikátorok lehettek. Ez azonban feltehetőleg a replikátorok körül egy biokémiai reakcióhálózat létrejöttével közel egyidejűleg történhetett, mert a replikátorok felépítéséhez szükséges monomerek utánpótlását folyamatosan biztosítani kellett. A biokémiai reakcióhálózat egyes lépéseit talán szintén ezek a ribonukleinsavak katalizálták legalább olyan gyorsítást elérve, hogy az anyagáramlások nem szóródhattak szét túlságosan, hanem valamennyire biztosíthatták a megfelelő monomerek nagyjából megfelelő időben és nagyjából megfelelő mennyiségben rendelkezésre állását. Amint azonban az anyagcsere folyamatai által a monomereket megbízható módon megszerző replikátorok képesek lettek valamilyen fokban hűen lemásoltatni saját magukat (vagyis megjelent az önreprodukciós képességük), a fellépő természetes kiválogatódás folyamatai azokat a replikátorokat kezdték előnyben részesíteni a többiekkel szemben, amelyek a leghívebben és a leggyorsabban replikálódtak az általuk még alig befolyásolt környezetben. Ez az élet keletkezésének "először a replikátorok" modellje. A replikátorok talán később egyre inkább szert tehettek arra a képességükre, hogy megváltoztassák a saját biokémiai környezetüket azáltal, hogy az anyagcsere reakcióit egyre inkább katalizálták. Ennek a modellnek alternatívája lehet egy olyan hipotézis, hogy az anyagcsere-reakciórendszer tett szert valahogyan öröklődési képességre. Bár az anyagcsere reakcióciklusai és a hozzájuk kapcsolt reakcióhálózatok rendszere rendelkezik ilyesfajta képességgel, ám leginkább csak a reakcióit nagy sebességgel katalizáló specifikus biokatalizátorok (enzimek) jelenlétében. Csakhogy az utóbbiak viszont a mai élővilágban már a replikátorok részét alkotó génektől függnek. Ezért a "metabolizmus előbb" modell kevésbé tűnik meggyőzőnek, mint az "először a replikátorok" modell; de a replikátorok sikeres fennmaradásához mégis valamelyest jól teljesítő metabolizmus szükséges. Ezért inkább az tűnik tudományosan is elfogadhatóbbnak, hogy az ősi replikátorok (az ősi gének) lehettek a biokémiai reakciókat katalizáló molekulák is (ezt támasztja alá az a viszonylag sok megfigyelés is 1981 óta, hogy léteznek katalitikus funkciójú RNS-ek még a mai élőlényekben is). Mindenesetre a replikátorokra koncentráló korai elméletek mellett Gánti Tibor magyar biokémikus javasolta a kemoton modellt mint a legegyszerűbb kémiai alrendszerek kölcsönhatását: ez az anyagcsere-ciklusok rendszerét, a replikálódó templátot, a határfelületet alkotó molekulák forgalma közötti sztöchiometriai kölcsönhatásokat tartalmazza.
Az élet kialakulásának (akár itt a Földön is) szigorú planetológiai (a Földön: geológiai) követelményei is voltak. Folyékony víz, nem túlságosan nagy hőmérséklet-ingadozás nélkül nem jöttek volna létre és nem maradtak volna meg elég stabilisan hosszú ideig a nélkülözhetetlen biológiai molekulák. A létrejövő szerves vegyületek reakciói között körfolyamatok (reakcióciklusok) is megjelenhettek, amelyek reakcióit a biokatalizátorok tartották vissza a más irányú anyagelfolyástól. Lehet, hogy a primitív élet rendelkezett olyan mechanizmusokkal, amelyek a ma élőknél már nincsenek meg, de a működéseik legalapvetőbb elvei azonosak lehettek a ma élőkével. Az első élő rendszerek hatékonysága nagyon kicsiny lehetett, mert 200-400 génnel nem lehet sok katalizátort szintetizáltatni és így nem lehet bonyolult folyamatokat pontos hűséggel lefolytatni.

Az "először a replikátorok" modell esetében is magyarázatra szorul, hogy hogyan alakult ki olyan kémiai környezet, aminek a sokfélesége már elégséges lehetett a replikátorok szükséges sokféleségének létrejöttéhez; vagyis meg kell magyarázni a templát-replikációra képes különféle molekulák (nukleinsavak) létrejöttét. Első megjelenésükhöz lipidekre még nem volt szükség, de az evolúció továbbhaladása szempontjából majd ezek is fontossá váltak. A membránok kialakulásával létrejöttek az elősejtek (protocell-ek, progenoták), amelyek a természetes szelekcióknak már bonyolultabb egységei, mint a replikálódó molekulák, másrészt az elősejtek kialakulása lehetővé tette a replikátorok közötti együttműködések evolúcióját is. A mikrobiológia tudománya szerint a progenota (proto-sejt) volt az első olyan élőlény, amelyet membrán határolt, örökítőanyagot (DNS) tartalmazott és tulajdonságait átörökítette utódaira. Az első progenota kb. 4  milliárd éve képződhetett.

A jelenkori elképzelések a replikátorok sokféleségének létrejöttére nézve vagy a háromdimenziós vízteret (az úgynevezett "ősleves"-t), vagy pedig valamiféle határfelületekhez kötöttséget (az úgynevezett "felületi pizzá"-t) tételezik fel. Még replikátorok hiányában is a szomszédos és tartósabb kapcsolatban álló autokatalitikus reakcióciklusok közötti kölcsönhatások könnyebben megvalósulhattak valamilyen felületekhez kötődve, mint az "ősleves"-ben oldott állapotban. Ezért a "felületi pizza" körülményei és az elősejtek membránnal körülvett volta talán jobb alkalmat szolgáltatott a komplexebb szerveződési és egyben szelekciós egységek képződéséhez, mint az "ősleves" viszonyai.

### Kvantummechanikai teremtés-modell
A két, egymást kölcsönösen kizáró, vagy egymást kölcsönösen és előzetesen feltételező "először a replikátorok" illetve a "metabolizmus előbb" modellek közötti ellentmondás feloldására tesz kísérletet egy kvantummechanikai teremtés-modell.
A teremtéselmélet kvantummechanikai modellje a kvantummechanikára jellemző megfigyelések alapján oldja fel a két modell ok-okozati viszonya közötti, sorrendiségre vonatkozó ellentmondását.
A jelenleg még kutatás alatt álló kvantummechanikai teremtés-modellhez kapcsolódó publikációk egyike a Jim Al-Khalili, és Johnjoe McFadden által kiadott, "Az élet kódja" című tudomány-népszerűsítő könyv.